# Infinity (fumetto)
Infinity è un arco narrativo crossover a fumetti del 2013 pubblicato dalla Marvel Comics. Scritto da Jonathan Hickman con opera di una squadra degli artisti a rotazione tra cui Jim Cheung, Jerome Opeña e Dustin Weaver, la serie ha debuttato nell'agosto 2013 ed è durata fino a novembre 2013.
La trama si sviluppa in più fumetti Marvel come parte di Marvel NOW! Iniziativa, principalmente Vendicatori e Nuovi Vendicatori. Questi problemi includono una minaccia per l'universo da parte di un'antica razza di alieni conosciuta come i Costruttori. Il secondo riguarda i misteriosi disturbi che affliggono l’universo con la Terra al centro. Il terzo riguarda le ramificazioni politiche che questi eventi hanno sul rapporto della Terra con il resto della comunità galattica.
La storia si sviluppa anche in una lunga lista di tie-in sulle singole collane dedicate ai vari supereroi, che approfondiscono la vicenda principale dal loro punto di vista. Tuttavia, sin dal suo annuncio, è stato reso noto come i tie-in di Infinity che sarebbero stati ospitati sulle due testate dei Vendicatori scritte dallo stesso Hickman (Avengers e New Avengers) sarebbero state estremamente importanti per la comprensione dell'evento, tanto da poter essere considerati dei veri e propri capitoli principali dello stesso.
Oltre alla miniserie principale dunque (Infinity nn. 1-6), la saga si sviluppa anche su Vendicatori nn. 18-23 e Nuovi Vendicatori nn. 9-12, per un totale di 16 capitoli complessivi.
La storia ruota attorno ad un doppio pericolo: la misteriosa minaccia dei Costruttori, enigmatiche entità aliene che sembrano essere state addirittura responsabili della creazione dell'universo e che ora, per oscuri motivi, intendono distruggerlo. E la minaccia di Thanos, intenzionato ad attaccare la Terra per recuperare le Gemme dell'Infinito, artefatti potentissimi sottrattigli dai Vendicatori. L'attacco di Thanos è reso oltremodo possibile dall'assenza di gran parte dei supereroi della Terra impegnati nella battaglia contro i Costruttori. La serie Avengers segue gli Avengers che si sono riuniti con il Consiglio Galattico per fermare i Costruttori, invece la serie New Avengers segue l'invasione di Thanos della Terra.

## Storia della pubblicazione
Infinity è stato annunciato nel febbraio 2013 come parte di Marvel Comic Book Day in anteprima gratuita. Axel Alonso, Marvel Editor-In-Chief, ha dichiarato: "Abbiamo detto come 'Nova', 'Thanos Rising,' 'Guardiani della Galassia' e Jonathan Hickman di 'Avengers' stanno tutti plasmando il futuro dell'Universo Marvel - questa immagine risponderà molto specificamente alla domanda 'Come? ... il nostro problema FCBD dispone di una nuovissima storia che conduce in una grande epopea nel corso dell'anno". Nell'aprile 2013, la Marvel ha ufficialmente rilasciato i dettagli riguardanti l'evento, rivelando che avrebbe avuto 6 numeri e tie-in con altri due titoli Avengers di Hickman. Nell'aprile 2013, Tom Brevoort ha dichiarato la quantità di tie-in sarà simile a quella di Fear Itself.
Nel maggio 2013 è stato annunciato due dei tie-in sarebbero stati Avengers Assemble di Kelly Sue DeConnick e Capitan Marvel con i numeri rispettivamente 18-20 e 15-16. The Avengers Assemble tie-in mostrerà l'evento dal punto di vista di Spider-Woman nei numeri 18 e 19 mentre il Capitan Marvel seguirà Carol Danvers nella storia di come lei e Occhio di Falco vengono catturati nello spazio. Il Numero 20 di Avengers Assemble conterrà la squadra degli Incredibili Avengers. Nel giugno 2013 è stato annunciato che un nuovo team di Mighty Avengers si sarebbe formato durante gli eventi di Infinity. La squadra avrà personaggi variegati e sarà composta da Luke Cage, Superior Spider-Man, Falcon, Power Man, White Tiger, Blue Marvel, Monica Rambeau, She-Hulk e una nuova Ronin.
Nel giugno 2013 è stato annunciato che due 4 mini-serie sarebbero stai spin-out di Infinity, uno intitolato Infinity: The Heist e l'altra Infinity: The Hunt. The Heist coinvolge un gruppo di Iron Man cattivi guidati da Spymaster che approfittano del caos causato dall'invasione di Thanos della Terra per rubare le attrezzature dalle Stark Industries. Sarà scritto da Frank Tieri e disegnato da Al Barrionuevo. The Hunt mette in campo di Wolverine, She-Hulk, e Hank Pym raccogliendo i giovani eroi dell'universo Marvel per indire una nuova Contesa Dei Campioni. Tuttavia, Thanos interrompe questa con la propria sfida. Sarà scritto da Matt Kindt e disegnato da Steven Sanders. Altri tie-in sono stati annunciati per tutto giugno compresi Fearless Defenders, Secret Avengers, Superior Spider-Man Team-Up e Thunderbolts.
Nel luglio 2013, è stato annunciato che le ripercussioni di Infinity si tradurrebbe in un nuovo libro di fumetti storyline dal titolo Inhumanity, con una nuova serie Inumani in corso da Matt Fraction al centro di esso. Durante Infinity la nebbia Terrigena sarà diffuso in tutto il mondo e il risultato sarà l'attivazione delle cellule inumane in grandi porzioni della popolazione. La Famiglia Reale degli Inumani sarà divisa in diverse case tutte in competizione per reclutare questi nuovi Inumani.

## Prologo
Infinity si pone come un vero e proprio finale delle trame iniziate da Hickman su Vendicatori e Nuovi Vendicatori.

### Nuovi Vendicatori
Un fenomeno galattico di origini sconosciute sta distruggendo il multiverso facendo collidere universi gli uni contro gli altri, e il punto di collisione è proprio la Terra. Prima del verificarsi di questo fenomeno, noto come l'Evento, i cieli si tingono di rosso e l'universo che sta per collidere col proprio è visibile per circa 8 ore nel cielo prima dell'impatto. Questo fenomeno si sta verificando ora anche sulla nostra Terra e per fare fronte a questa crisi vengono riformati gli Illuminati, una società segreta formata dagli eroi più grandi dell'universo Marvel e dai rappresentanti dei popoli più potenti della Terra. Il gruppo è formato da Capitan America (rappresentante dei Vendicatori), Iron Man e Mister Fantastic (le menti scientifiche più brillanti della Terra), il Dottor Strange (stregone supremo), Namor (re di Atlantide), Freccia Nera (re degli Inumani), Pantera nera (re del Wakanda) e Bestia (rappresentante dei mutanti, in sostituzione di Charles Xavier dopo la sua dipartita). Insieme cercano di fermare l'Evento usando le Gemme dell'Infinito, potentissimi artefatti sottratti a Thanos anni addietro che, se riunite nell'artefatto noto come Il guanto dell'infinito, possono sprigionare un potere immenso. Il piano viene messo in atto, ma fallisce: le Gemme sono in grado solo di rallentare l'imminente distruzione e, dopo il loro utilizzo, si autodistruggono svanendo nel nulla. L'unica soluzione è estrema: distruggere il mondo che sta per cancellare quello degli eroi, salvando così entrambi gli universi. Un simile eccidio sarebbe possibile grazie all'arma portata sulla Terra da un'aliena (che si fa chiamare Cigno Nero) che l'ha a sua volta usata per distruggere un mondo che stava collidendo col proprio. Una simile risoluzione sarebbe un orrore ed è inaccettabile per Capitan America, che viene però immobilizzato dagli altri e la cui memoria viene cancellata. Dopo un'azione tanto estrema il resto degli Illuminati utilizza la macchina salvando la Terra, distruggendo l'altra. Non solo, ma prevedendo altri futuri Eventi, Mr.Fantastic progetta e realizza delle bombe di antimateria per distruggere eventuali altre terre in collisione e le nasconde nel Wakanda. Una soluzione oscura che fa sentire gli eroi della Terra come dei mostri.

### Vendicatori
Dopo questi eventi, Iron Man contatta di nuovo Capitan America (dimentico dell'aggressione subita) per formare insieme un nuovo gruppo di Vendicatori che dovrà essere il più grande mai esistito. Vi entrano a far parte supereroi, alieni, mistici, mutanti e perfino agenti dello S.H.I.E.L.D. Durante questi giorni la Terra subisce l'attacco di tre misteriosi esseri insediatisi su Marte. Queste tre creature Ex Nihilo, la sua oscura sorella Abyss ed il loro protettore robotico Aleph sono stati creati da una razza di alieni antichissima nota come i Creatori, la cui civiltà sta ora morendo e che sembrano essere stati i veri creatori dell'universo. La razza artificiale di cui entrambi fanno parte sono i Giardinieri ed hanno il compito di fare le veci dei loro creatori in quanto generatori di vita: gli Ex Nihilo hanno il compito di creare e gli Abyss hanno il compito di giudicare la vita adatta a popolare il cosmo (mentre gli Aleph sono semplicemente dei soldati robotici) e, qualora non lo fosse, eliminare i ceppi dannosi. Il loro attacco non è stato mirato a distruggere la Terra infatti, in quanto creatori di vita, ciò che hanno inviato sulla Terra erano spore il cui obiettivo consisteva nel creare nuove forme di vita e nel modificare la natura stessa del pianeta rendendolo senziente.
Le mutazioni sono repentine, violente e su scala globale. Poco dopo si verifica uno strano evento noto come Evento Bianco. Un fascio luminoso proveniente dallo spazio si abbatte sulla Terra e genera due creature: Nightmask e Starbrand, due esseri dai poteri sconosciuti e che sembrano essere gli araldi di un'imminente catastrofe. Questo coincide con la visione avuta da un nuovo membro dei Vendicatori: Captain Universe, una donna che è stata posseduta dall'entità stessa dell'universo e che è dunque venerata come una divinità da molti esseri. Questa donna ha continue visione di un'imminente apocalisse. L'ultimo evento disastroso si ha quando delle creature nate dalle mutazioni causate dalle spore di Ex Nihilo iniziano ad inviare un misterioso segnale nello spazio. Segnale che è seguito da un vero e proprio esodo di popolazioni aliene verso la Terra, in fuga da una misteriosa catastrofe.
Nel frattempo, nonostante l'alleanza tra Namor e Pantera Nera, per ragioni politiche i loro due popoli sono forzati ad entrare in guerra l'uno con l'altro e Pantera Nera, pur con la disperazione nel cuore, lancia un attacco a sorpresa verso Atlantide, sterminandone gran parte della popolazione. Nel mondo degli Inumani nel frattempo, Maximus il folle fratello del re Freccia Nera ha costruito un macchinario per conto del fratello, un macchinario nel quale celare un segreto, un segreto di cui è a conoscenza solo Medusa, la moglie del re, la quale ne è stata sconvolta.

## Trama

### Capitolo 1: Infinity
Nei recessi remoti dell'Universo, i Costruttori (antichissima razza aliena che ha creato gran parte delle forme di vita dell'universo) stanno scatenando tutta la loro immensa forza militare per distruggere ogni forma di vita. I loro motivi sono sconosciuti, ma stanno inviando i loro Aleph ed i loro Ex Nihilo (esseri identici all'omonimo conosciuto dai Vendicatori su Marte) in ogni pianeta falcidiandone le razze. È stato questo a generare l'esodo di popoli della galassia dai loro pianeti di origine verso la Terra, ma presto anche questo pianeta sarà vittima dell'armata dei Costruttori. I Vendicatori apprendono questa terribile verità grazie alle visioni di Captain Universe, che, dopo aver compiuto un viaggio nel cosmo per sondare tale distruzione, cade in un coma profondo ed inspiegabile. Gli eroi della Terra decidono di contattare Ex Nihilo ed Abyss su Marte per verificare se sappiano qualcosa sulle motivazioni dei loro creatori. I due erano ignari di un simile orrore e ne restano sconcertati, arrivando a decidere di unirsi ai Vendicatori per affrontare la minaccia. Così i Vendicatori partono per lo spazio dopo aver appreso che tutti i popoli non ancora sterminati dalle forze nemiche stanno unendo i loro eserciti per un'ultima disperata controffensiva. L'unico a rimanere sulla terra del gruppo è Iron Man, perché protegga la Terra con gli altri supereroi rimasti.
Nel frattempo Thanos ed il suo Ordine Nero (un gruppo di 5 creature potentissime e malvagie ai suoi ordini) stanno compiendo stragi apparentemente immotivate in tutto l'universo, quando uno dei loro servi, inviato a spiare gli eroi della Terra, torna raccontando di un misterioso segreto che Freccia Nera re degli Inumani, sta celando al suo popolo. Certo che questo segreto abbia a che fare con i suoi oscuri scopi (è alla ricerca di qualcosa di misterioso che chiama Il Tributo) ed ansioso di tornare sulla Terra per recuperare le Gemme dell'Infinito, Thanos ed i suoi guerrieri decidono di attaccare il pianeta. Il momento si rivela ancor più propizio dal momento che i Vendicatori sono assenti.

### Capitolo 2: Universo Vendicatori
I Vendicatori assieme alle new entry Ex Nihilo ed Abyss raggiungono la Cittadella del Consiglio Galattico dove le specie sopravvissute all'attacco dei Costruttori stanno unendo le forze: ci sono gli Skrull, i Kree, la Covata, gli Shi'ar, i nativi della Zona negativa ed infine l'impero Spartax. A presiedere l'assemblea sono Gladiatore degli Shi'ar e l'imperatore j'Son degli Spartax. Assieme ai Vendicatori tutte queste razze mettono da parte i loro conflitti millenari per spiegare insieme le forze contro il nemico che si sta avvicinando. Un punto strategico viene scelto per condurre la controffensiva. I Vendicatori che sono in grado di volare nello spazio (come Thor, Falcon, Smasher, Ex-Nihilo o Hyperion) si dividono in due gruppi, ognuna con un incrociatore, il gruppo A (Capitan America, Hulk, la Donna Ragno, Vedova Nera, Manifold e Shang-Chi) ed il gruppo B (Capitan Marvel, Occhio di Falco, Abyss, Nightmask, Starbrand, Cannonball e Sunspot).
L'assalto ha inizio e le forze dei Costruttori sembrano cedere sotto i colpi di un'armata così potente, ma era solo un trucco: gran parte delle loro navi era occultata. Non appena gli alleati iniziano a sentirsi la vittoria in pugno la vera forza bellica dei Costruttori si rivela, facendo strage delle navi del Consiglio Galattico. Il gruppo B si sacrifica soccombendo al fuoco nemico, per permettere al gruppo A di ritirarsi. I membri del gruppo B restano così feriti e privi di coscienza a fluttuare nel vuoto del cosmo.

### Capitolo 3: L'Ordine Nero
Thanos ed il suo Ordine Nero raggiungono la Terra. Analizzando meglio i dati raccolti dalla sua spia, Thanos si rende conto di come, se quattro delle cinque gemme sono effettivamente andate distrutte, una di loro, quella posseduta da Mr.Fantastic, sembra essere semplicemente sparita, facendo pensare ad un occultamento. Ritrovare la Gemma dell'Infinito è senz'altro vitale, ma la priorità per Thanos resta la ricerca del misterioso "Tributo", mistero la cui risposta sarebbe celata dagli Inumani ed in particolare dal loro re, Freccia Nera.
Thanos usa una tattica tanto semplice quanto efficace, scaglia la sua fanteria contro la Terra (contro la quale si battono Mr. Fantastic e Iron Man utilizzando la rete di difesa interplanetaria da loro messa a punto) mentre invia i suoi sicari dell'Ordine Nero verso obiettivi strategici, inerenti agli Illuminati: il colosso roccioso Astro Nero viene inviato ad attaccare il Wakanda, il parassita della mente Fauce d'Ebano dal Dottor Strange, la potentissima guerriera Proxima Media Nox ad Atlantide, il telepate Supermassiva dagli X-Men ed il braccio destro di Thanos, Gamma Corvi dagli Inumani.
Il Wakanda guidato dal loro re Pantera Nera respinge Astro Nero e le sue armate impartendogli una dura sconfitta, Supermassiva si ritira dalla scuola degli X-Men una volta appurato che non vi è nulla di interesse, ma per il resto le notizie non sono buone: la mente del Dottor Strange viene completamente posseduta da Fauce d'Ebano e Namor nella disperazione di aver perso il suo popolo, stringe un patto con Proxima Media Nox, mentendole e dicendole che la Gemma dell'Infinito che cercano si trova nel Wakanda, aizzando così tutto l'interesse di Thanos contro la terra dell'uomo che ha sterminato la sua gente: Pantera Nera. Infine la nave di Thanos stesso sovrasta Attilan, la capitale degli Inumani e Gamma Corvi giunge al cospetto di re Freccia Nera per fargli una terribile proposta.

### Capitolo 4: La Caduta
Sulla Terra è il caos. Le truppe di Thanos stanno causando morte e distruzione in ogni dove mentre gli eroi fanno del loro meglio per contrastare l'invasione. Nello spazio le cose non vanno molto meglio: il gruppo A dei Vendicatori (quello guidato da Capitan America) fa ritorno alla base spaziale insieme ai supereroi in grado di volare nello spazio. La base è ormai ridotta ad un immenso centro di accoglienza per i guerrieri feriti, scampati alla trappola dei Costruttori, la cui opera di distruzione avanza apparentemente inesorabile. Nessuno sa nulla del destino del gruppo B (Capitan Marvel, Cannonball, Sunspot, Abyss, Occhio di Falco, Nightmask e Starbrand), ma bisogna preparare una nuova controffensiva prima che sia tutto perduto.
Ad Attilan, la città volante degli Inumani, sospesa sopra New York, sbarca il braccio destro di Thanos, Gamma Corvi, con una proposta per re Freccia Nera: il re può ribellarsi a Thanos e subire la collera delle sue truppe e lo sterminio della sua razza, o pagargli il tributo, che consiste nella testa recisa di ogni giovane Inumano tra i 16 ed i 22 anni. Una richiesta del genere causa sdegno ed orrore alla corte del re, il quale però non si scompone. Gamma Corvi lascia a Freccia Nera 24 ore per decidere. Il re si ritira in una stanza olografica che gli consente di parlare senza che la sua voce causi distruzione e convoca gli Illuminati (Iron Man, Mr. Fantastic, Bestia, Namor e Pantera Nera) per raccontargli l'accaduto. Freccia Nera sa bene la ragione della richiesta di Thanos e sa anche perché egli vada chiedendo questo Tributo a molti popoli nella galassia. Ma il Tributo in quanto tale è una menzogna. Thanos non vuole la morte di tutti i giovani Inumani, ma la morte di un giovane di quell'età in particolare. Thanos sta cercando suo figlio, un figlio avuto con una concubina di un'altra razza e che ora potrebbe avere tra i 16 ed i 22 anni. Thanos è andato in giro per la galassia a sterminare tutti i suoi eredi, questo erede Inumano è l'ultimo dei suoi figli rimasto in vita e lo vuole morto.

### Capitolo 5: Il Seme di Thanos
Il gruppo degli Illuminati concorda sulla linea d'azione: devono trovare il figlio di Thanos prima di lui. Freccia Nera racconta ai suoi alleati uno dei grandi segreti della sua gente: Thanos ha concepito un figlio con un'Inumana. Gli Inumani sono nomadi e propensi a dividersi in tribù nel mondo e nell'universo: una donna di una di queste tribù concepì un figlio col folle titano e lo nascose a lui, un figlio che, si dice, ha il potere di distruggere il padre. Freccia Nera dà così ai suoi alleati un Codex contenente la storia del suo popolo e l'ubicazione delle sue colonie nascoste sulla Terra; gli Illuminati dovranno dirigersi in ciascuna di esse e trovare il figlio di Thanos. Freccia Nera rimarrà ad Attilan per accogliere Thanos che tornerà la mattina dopo pretendendo una risposta alla sua inclemente offerta. Poi si ritira in colloquio privato col suo folle fratello Maximus dicendogli di approntare la misteriosa macchina che gli ha fatto costruire.
Il Codex indica, molto convenientemente, 6 avamposti Inumani sulla Terra, cosa che costringe i sei Illuminati rimasti a dividersi, ciascuno per un avamposto. L'avamposto che sembra ospitare il figlio di Thanos è quello visitato dal Dottor Strange che, sebbene non riesca ad identificarlo, ne avverte la presenza. Sfortunatamente la mente del Dottor Strange è ancora posseduta dal sicario dell'Ordine Nero, Fauce d'Ebano che tiene l'informazione per sé e spinge lo stregone a dimenticare. Ma qualcosa di ancora più drammatico accade: un'incursione. Come accadde nella prima avventura dei nuovi Illuminati, un universo sta per collidere col nostro causandone l'annichilimento. I cieli si fanno rossi mentre l'altro universo incursore diventa visibile nel cielo. Hanno solo poche ore prima della distruzione di ogni cosa.
Sulla sua nave Thanos punisce Astro Nero per il suo fallimento in Wakanda, ma a causa delle false informazioni del furente Namor, Thanos è ancora convinto che la Gemma dell'Infinito mancante si trovi proprio nella Terra di Pantera Nera e così dirige lì la sua intera flotta.

### Capitolo 6: Marciando Verso la Distruzione
Il gruppo B dei Vendicatori nello spazio, perduta la loro nave, fluttua nell'universo, i suoi membri privi di coscienza e prossimi alla morte, ma le milizie robotiche dei Costruttori li raggiungono, salvandoli ed imprigionandoli. Il gruppo viene portato al cospetto dei Costruttori stessi e risparmiato in virtù del grande interesse che le antiche creature nutrono verso uno di loro: Captain Universe, la donna che incamera in sé lo spirito dell'universo, ancora persa nel suo coma senza uscita. Riconoscono in lei la madre di tutto e si interrogano su come sia possibile che la grande madre abbia scelto un'umana come ospite. Così come non capiscono come sia possibile che un Ex Nihilo (creature create dai Costruttori per fare le loro veci in tutto l'universo) si sia schierato con loro.
Nel frattempo, nella base delle flotte della galassia unite, il morale è a terra. I feriti sono tantissimi e la vittoria sembra un miracolo. Il Consiglio, analizzando il percorso compiuto dai costruttori, scopre una cosa sconcertante: l'obbiettivo dei Costruttori non è lo sterminio indiscriminato di tutte le razze, ma solo la Terra, verso la quale si stanno dirigendo. I loro attacchi agli altri pianeti servivano solo a sottometterne le razze per utilizzare le loro forze militari ed utilizzarne gli avamposti strategici. Questa scoperta getta alcuni nello sdegno: stanno tutti rischiando la vita solo per salvare la Terra? L'imperatore Spartax J'Son, sicuro della sconfitta, e rifiutandosi di rischiare tutto per i terrestri, contatta in segreto i Costruttori per negoziare i termini di una resa. I Costruttori non solo rifiutano, ma decodificano il segnale dell'imperatore individuando così l'ubicazione della base che ospita tutte le forze a loro ostili. Lanciano così un violentissimo attacco che causa quaranta milioni di morti tra i soldati ed i rifugiati della base.

### Capitolo 7: I Regni Cadono
Dopo il violentissimo attacco sferrato, i Costruttori lanciano un ultimatum alle razze superstiti: o si uniranno a loro e combatteranno al loro fianco contro i loro antichi alleati o saranno distrutti. Molte sono le razze che cedono all'orribile offerta: tra queste ci sono i Kree il cui esercito da solo costituiva un quarto delle forze complessive della resistenza galattica. Anche il vigliacco imperatore Spartax J'Son sembra essere propenso alla resa. Ma i Vendicatori, assieme agli Skrull, agli Shi'ar ed ai nativi della Zona negativa, elaborano un ultimo piano disperato per ribaltare le sorti della guerra: attirano con un'esca la flotta dei Costruttori allo scoperto, poi, dividendosi in squadre, utilizzano i poteri di teletrasporto di supereroi come Manifold per penetrare nelle sale controllo degli incrociatori nemici ed usarne la potenza distruttiva contro loro stessi. Il piano funziona ed i Costruttori perdono 8 delle loro navi più potenti. I Vendicatori riescono così a salvare anche i loro compagni rapiti. Infine riescono a persuadere Starbrand, ancora spaventato dall'entità dei suoi poteri, a sprigionarli contro i nemici (Starbrand è un ragazzo che ha ricevuto poteri incredibili ma a lui ignoti in seguito agli effetti dell'Evento Bianco, un fenomeno ancora non compreso ma che sarebbe stato il preludio di un grande cambiamento). Il ragazzo ci riesce devastando moltissime delle navi nemiche e segnando la prima grande vittoria della razze della resistenza.
Sulla Terra, i supereroi rimasti combattono con tutte le forze gli eserciti di Thanos, il quale sbarca ad Attilan per sapere quale decisione abbia preso Freccia Nera: avrà accettato di pagare il tributo? Pochi minuti prima il re aveva fatto evacuare la città volante, usando un teletrasporto per portare tutti gli Inumani, compresa sua moglie, in un luogo sicuro. Dopodiché aveva ordinato a Maximus, il suo folle fratello, di mettere in moto il macchinario misterioso che gli aveva fatto costruire. Quando Thaons arriva ad Attilan è rimasto solo Freccia Nera. E quando Thanos gli pone il quesito sulle sue scelte, il re urla il suo "NO!" con tutta la potenza della sua voce distruttiva, facendo esplodere l'intera Attilan con sopra sé stesso e Thanos e devastando anche parte della sottostante New York.

### Capitolo 8: L'Offerta
Nello spazio, Abyss, appena salvata dai Vendicatori dalla prigionia nella nave dei Costruttori, va da suo fratello Ex Nihilo e gli racconta di aver incontrato lì un esemplare della sua stessa specie, un altro Ex Nihilo, il quale l'ha invitata a incontrarsi in segreto con gli altri Giardinieri in una zona segreta del cosmo. Ex Nihilo ed Abyss vi si recano e scoprono che i Costruttori hanno eliminato tutti gli Abyss (i selettori delle forme di vita create, che bilanciano i poteri e le funzioni degli Ex Nihilo, creatori di vita) e mantenuto in vita solo gli Ex Nihilo i quali però non hanno più il compito di generare vita com'è invece inscritto nel loro stesso codice genetico: ora sono solo servi e soldati dei Costruttori. Ex Nihilo non può credere ad una simile ingiustizia, né tantomeno spiegarsela e, pieno d'ira, si mette alla testa dei suoi fratelli promettendogli giustizia nei confronti dei loro crudeli padroni.
Sulla nave del consiglio galattico, le specie ribelli rimaste (Terrestri, Shi'ar, Skrull, Covata e nativi della Zona negativa) gioiscono per la vittoria riportata contro i Costruttori. Ma è una vittoria accompagnata da amare considerazioni: i nemici rimangono comunque in vantaggio, la sconfitta è stata rimandata, ma sembra sempre inevitabile, soprattutto dopo che molte razze a loro ribelli hanno defezionato e si sono unite al nemico. Capitan America convince il resto del consiglio a contattare i Costruttori (che ora si trovano sul pianeta dei loro nuovi alleati, i Kree) per fissare un incontro pacifico che ponga fine al conflitto. Gladiatore contatta dunque un esponente dei Costruttori e pianifica la riunione, ma teme comunque che essi si preparino ad un'imboscata. Ma questo non turba Capitan America il cui piano è tendere una trappola al nemico dichiarando ad esso di volersi arrendere.

### Capitolo 9: Thane
Mentre nello spazio i Vendicatori si preparano a far scattare la trappola predisposta nei confronti dei loro avversari, sulla Terra le immense macerie della distrutta Attilan piovono su New York provocando devastazione in ogni dove. Nonostante l'esplosione sia Thanos che Freccia Nera sono sopravvissuti ed iniziano uno scontro feroce. Thanos vuole sapere dal re dove sia suo figlio: Thane. Il re non intende cedere, ma sa che sarà sconfitto. Il suo urlo ha attivato l'arma che aveva fatto costruire al suo folle fratello Maximus: un'arma in grado di scatenare sul mondo intero le Nebbie Terrigene. Queste nebbie sono alla base dei poteri della civiltà Inumana; sono una sostanza in grado di mutare il genoma degli esseri viventi rivelandone la vera natura. Nel mondo, chiunque abbia in sé anche solo tracce di genoma inumano acquisisce i poteri e, in un avamposto inumano, Thane, il quale aveva dissimulato il proprio aspetto per nascondersi tra questa gente in veste di medico, si ritrasforma assumendo i tratti del padre e rilasciando un'onda d'urto che carbonizza il popolo con cui aveva vissuto fino ad ora. L'evento lo lascia devastato e furente. Thanos sconfigge Freccia Nera e se ne va lasciandolo tramortito tra le macerie.
Capitan America manda Thor all'incontro con l'emissario dei costruttori sul pianeta occupato dei Kree. Egli, per mostrarsi disarmato, lancia nel cosmo il suo martello Mjöllnir. Mentre il costruttore inveisce contro l'umanità, garantendo a Thor lo sterminio della razza umana, vero cancro del cosmo, il dio di Asgard controlla il proprio martello con la mente, facendogli attraversare un sole per assorbirne l'energia e poi facendolo ritornare a sé. Con questo enorme potere colpisce il Costruttore uccidendolo e dimostrando alle forze ribelli che i loro nemici, per quanto forti, sono pur sempre mortali. Poi si rivolge al guerriero Kree Ronan l'accusatore e lo persuade a chiamare a sé tutto il corpo di Accusatori (supremi guerrieri Kree) di cui è capo e a farlo lottare contro la minaccia dei Costruttori.

### Capitolo 10: Emancipazione
Grazie all'esercito di Accusatori Kree, le specie ribelli dell'Universo danno inizio ad una massiccia controffensiva contro le truppe di Aleph (i soldati robot invincibili creati dai Costruttori) in tutto il cosmo. L'esercito ribelle riporta molte vittorie, tanto da rendere possibile la speranza di una vittoria. I mondi liberati sanno come i Vendicatori siano stati la chiave di questa rinata speranza e tutti i popoli che riescono a liberarsi degli oppressori, innalzano insegne che eleggono i loro mondi come Mondi dei Vendicatori. Ma anche le perdite sono ingentissime. Il Consiglio Galattico ripiomba nella disperazione e, prima di perdere il poco vantaggio acquisito, decide di giocare l'ultima terribile carta: aprire i confini della Zona negativa e lasciare che Annihilus liberi nuovamente il suo sciame di creature, l'Onda Annihilation, antica causa di terribile devastazione. Un gesto così disperato non va nemmeno a buon fine. I Costruttori entrano nella mente collettiva degli Annihilators e li spingono a divorarsi a vicenda. Annihilus viene così sconfitto e con lui l'ultima speranza dei ribelli.
Nel frattempo Ex Nihilo, Abyss ed i loro simili, lontani dagli occhi del resto della resistenza, contemplano il coma senza uscita di Captain Universe interpretandolo come un sintomo definitivo del disfacimento dell'universo. Insieme, Ex Nihilo ed alcuni dei suoi simili fondono i loro poteri di rigeneratori di vita riuscendo a farla risvegliare, ma sacrificando le loro vite. Abyss ed i Giardinieri sopravvissuti piangono la morte dei loro fratelli. Captain Universe si risveglia e si materializza nella nave madre dei Costruttori, implorando i suoi figli di cessare la loro opera di distruzione, benché ne capisca le ragioni. I Costruttori, sebbene terrorizzati, rifiutano e la misteriosa entità, piena di dolore, stermina loro e tutti i loro simili nell'Universo. Un ultimo superstite riesce a proteggersi dalla furia della creatura e rivela come ci siano altre flotte di Costruttori negli altri Universi del Multiverso, di come l'opera andrà avanti lo stesso. Poi, prima di svanire verso un altro Universo, lancia un ordine agli Aleph in questo: autodistruggersi, generando un'esplosione in grado di annientare ogni cosa. Una nuova minaccia della quale i Vendicatori non sanno ancora nulla.

### Capitolo 11: Costruttori
Sulla Terra, l'invasione del Wakanda da parte degli eserciti di Thanos prosegue, fino a che le creature non riescono a sconfiggere le difese esterne e a penetrare nella città e nella base segreta di Pantera Nera. Qui Thanos non trova come invece sperava la Gemma dell'Infinito rubata da Freccia Nera, ma trova qualcos'altro di estremo interesse: le bombe all'Antimateria, costruite dagli Illuminati per far fronte ad altre eventuali collisioni con altri Universi, cioè per distruggere l'Universo in avvicinamento.
Infatti, proprio in quel momento, gli Illuminati assistono all'avvicinarsi di un altro Universo. Entro 6 ore la Terra sarà spacciata, a meno che non facciano qualcosa anche se dovesse significare il genocidio di un altro cosmo intero. Proprio in quel momento giunge da loro un Aleph che gli intima di seguirlo nella nave madre dei suoi padroni Costruttori, situata nell'Universo in avvicinamento. Non potendo fare altro il gruppo va ed incontra i Costruttori. Questi identificano la presenza del parassita psichico instillato da Fauce d'Ebano dell'Ordine Nero nella mente del Dottor Strange e lo distruggono, liberando lo stregone dal suo controllo. Subito dopo iniziano semplicemente a parlare spiegando agli Illuminati, in quanto menti superiori del loro pianeta, le motivazioni di tutta la loro invasione. I Costruttori vivono nel Superflusso, tra le pieghe del Multiverso. Questo Superflusso ha iniziato a collassare, distruggendo le città dei Costruttori: un chiaro segno dell'avvicinarsi della fine di ogni cosa. La causa di questo collasso sono proprio le Incursioni che da tempo si manifestano nel Multiverso: gli Universi in collisione. I mezzi dei Costruttori hanno rilevato che il punto focale di questo fenomeno sono proprio le Terre dei vari universi. Eliminando tutti i pianeti Terra (che è il loro vero obiettivo, le altre razze attaccate sono state vittime collaterali sul loro cammino) fermeranno la distruzione di ogni cosa, o almeno così sperano. Ora però, a causa di Captain Universe, non ci sono più Costruttori nell'Universo dei Vendicatori e quindi la loro Terra non può essere distrutta come le altre. Detto questo il Costruttore rispedisce a casa gli Illuminati con una terribile supplica: se vogliono salvare l'intera esistenza dall'estinzione, dovranno usare le loro stesse armi per distruggere il proprio pianeta. Detto questo le creature distruggono la Terra dell'Universo in collisione, ponendo fine all'Incursione. Ma la fine di ogni cosa è stata solo ritardata.

### Capitolo 12: La Mano Sinistra Della Morte
Nello spazio, un messaggero Shi'ar porta a Capitan America una notizia terribile. La Terra è stata attaccata da Thanos. Cosa faranno ora i Vendicatori e la flotta dei mondi liberi? Abbandoneranno il campo di battaglia per dirigersi sulla Terra?
Proprio sulla Terra, Thane contempla con orrore la sua nuova forma e la distruzione che la sua trasformazione ha generato. Accanto a lui appare Fauce d'Ebano, il telepate, che cerca di tranquillizzarlo, di porsi come un amico, spiegandogli con calma i suoi orrendi natali ed offrendogli addirittura una corazza in grado di contenere i suoi innati poteri distruttivi. Ma è solo un inganno, appena il ragazzo abbassa la guardia il telepate lo imprigiona in una gabbia di energia, pronto a consegnarlo al suo signore. Thanos ed il resto dell'Ordine Nero sono ancora in Wakanda e cercano di capire come liberare le bombe di antimateria trovate, dalle loro sicure, per poterle usare. Ora che hanno fatto prigioniero Freccia Nera possono avere la risposta da lui, ma non parlerà mai di sua spontanea volontà, per cui Supermassiva strappa le risposte necessarie dalla stessa mente del re inumano con un attacco psichico. Proprio in quel momento Fauce d'Ebano contatta il suo signore informandolo dell'avvenuta cattura di suo figlio. Thanos si dirigerà dove si trovano per uccidere l'ultimo esponente della sua prole, poi sganceranno le bombe di antimateria sulla Terra e la distruggeranno una volta per tutte. Per fortuna Maximus, il folle fratello di Freccia Nera, ha trovato gli Illuminati e ha raccontato loro dell'assedio a Wakanda. Ora sono lì e si lanciano verso la necropoli per sconfiggere le forze di Thanos ed impedirgli di usare le bombe.
Thanos giunge al cospetto di suo figlio per ucciderlo. Gli dice che lo fa perché la sola idea di avere un erede lo disgusta, ma prima di poter compiere l'atto viene interrotto da una comunicazione proveniente da Titan, il suo pianeta, il quale è sotto attacco.

### Capitolo 13: Verso la Terra...
L'origine della comunicazione ricevuta da Thanos viene presto rivelata. Hyperion e Falcon, insieme a delle truppe Shi'ar, sono stati inviati su Titan dai Vendicatori per lanciare un attacco preventivo. Per far sapere a Thanos che sanno della sua invasione e che stanno arrivando assieme a tutti i mondi liberati dai Costruttori. Il titano folle invia il suo servo Astro Nero nelle stazioni dello S.W.O.R.D., l'insieme di stazioni spaziali che costituiscono la difesa perimetrale della Terra per le invasioni aliene, affinché abbattano la flotta in arrivo. Sarà uno scontro durissimo, ma Capitan America, che apprende di questa mossa, ha un piano. Mentre la grande flotta terrà impegnate le forze dello S.W.O.R.D., un piccolo gruppo verrà teletrasportato dietro le linee nemiche da Manifold e da lì attaccheranno dall'interno (la stessa strategia adottata contro i Costruttori). L'ansia nella flotta e tra i Vendicatori è palpabile. La paura di morire o di trovare la Terra semidistrutta. C'è chi soccombe ai dubbi e chi trova rifugio in un neonato amore (Cannonball e Smasher). La flotta è sempre più vicina alla Terra ed alla battaglia finale.

### Capitolo 14: ... Fino alla Fine
Finalmente la flotta galattica raggiunge le vicinanze della Terra e dunque la flotta dello S.W.O.R.D., ora posseduta dalle forze militari di Thanos. Lo S.W.O.R.D. ha una potenza militare inaudita e la scatena interamente sulle navi del Consiglio. L'unica possibilità per non soccombere è quella di teletrasportare un piccolo gruppo all'interno della nave madre della flotta per sabotarla (la stessa tecnica usata contro i Costruttori). Dunque Manifold teletrasporta all'interno dell'immensa nave Vedova Nera e Shang-Chi i quali, a loro volta, chiamano come rinforzi il Guardiani della Galassia. Il sabotaggio procede, ma c'è un enorme ostacolo sul cammino: Astro Nero, generale di Thanos e membro dell'Ordine Nero, intenzionato a rifarsi della sconfitta subita in Wakanda. Questo gigante è davvero troppo forte per questi soli eroi, per cui Manifold teletrasporta nello scontro anche i generali della flotta galattica ed, alla fine di un aspro combattimento, Gladiatore, assieme a Ronan l'accusatore riescono ad uccidere il titano e a liberare la strada verso la terra. Così, mentre il resto della flotta galattica resta nell'orbita per sbaragliare le residue forze di Thanos nello S.W.O.R.D., i Vendicatori si dividono nuovamente. Solo Capitan America, Hulk, Thor, Capitan Marvel ed Hyperion (i Vendicatori più potenti) andranno sulla Terra ad affrontare Thanos. Gli altri resteranno con la flotta del Consiglio per eliminare le ultime ingenti forze del nemico.

### Capitolo 15: Ambra
Il gruppo scelto di Vendicatori sbarca sulla Terra e accorre subito verso la posizione di Thanos per affrontarlo. Nel frattempo, in Wakanda, gli Illuminati raggiungono l'arsenale con le bombe e qui trovano Supermassiva intenta a violare la mente di Freccia Nera per sapere come far funzionare quelle terribili armi. Appena gli Illuminati arrivano, la telepate usa i suoi poteri per controllare la mente di Freccia Nera e rivoltarlo contro i suoi stessi amici, ma gli altri Illuminati reagiscono spezzando il controllo della creatura su Freccia Nera. Purtroppo Supermassivaormai ha le informazioni che cercava e riesce ad attivare le bombe di Antimateria. Con un gesto prontissimo, Maximus, attiva i poteri di teletrasporto della sua creatura (Lockjaw) e la spedisce su un pianeta deserto assieme alla bombe. Le bombe esplodono spazzando via la mostruosa telepate e quel desolato pianeta.
I Vendicatori raggiungono Thanos il quale, assieme ad Fauce d'Ebano, Proxima Media Nox ed al suo vice Gamma Corvi, si appresta ad uccidere suo figlio Thane ponendo definitivamente fine alla sua discendenza. Queste creature sembrano imbattibili e lo scontro tra loro e gli eroi sembra infinito. Dopo ore di devastante conflitto, finalmente Hyperion riesce ad uccidere Gamma Corvi, gettando Proxima Media Nox (sua oscura sposa) nella disperazione. Ma il peggio non è ancora finito: Thanos è l'essere più possente del cosmo, in grado di tenere testa persino a Thor. Sembra non esserci scampo. Ma la fine arriva proprio dalle sue spalle. Fauce d'Ebano lo tradisce. Per tutta la durata del combattimento, questi ha sussurrato alle orecchie di Thane, dicendogli di quanto immensi siano i suoi poteri e di come l'unica sua salvezza sarebbe uccidere il suo stesso padre. Thane è titubante, non conosce i suoi poteri, e tutto ciò che ha sempre voluta era essere un guaritore, un uomo buono; ma quella vita è stata distrutta, distrutta da Thanos e dalle Nebbie Terrigene degli Inumani ed alla fine accetta. Guidato da Fauce d'Ebano, Thane solleva una mano e scatena tutto il suo misterioso potere contro Thanos e Proxima Media Nox. I due mostri vengono così intrappolati in un immenso cubo d'ambra. Una morte nella vita. Fauce d'Ebano se ne compiace e si teletrasporta nello spazio con Thane, promettendogli di educarlo e di trasformarlo in qualcosa di ancora più grande e terribile di suo padre. Così, in questo modo sinistro, questa orribile crisi trova una fine.
Distrutte le truppe di Thanos in ogni dove, la Terra è pronta a superare gli orrori della distruzione e a ricostruire. Senza più una patria, Freccia Nera abbandona gli Inumani ed insieme al suo folle fratello inscena la sua morte. Si dirige con lui in un posto sperduto dell'Himalaya nel quale nasconde il codex contenente tutti i segreti della sua gente. Nonostante quello che si pensi, Freccia Nera ha compiuto un piano che teneva in serbo da tempo: ha tolto agli Inumani la certezza di una patria, costringendoli ad affrontare di nuovo il mondo. E con tutti i nuovi Inumani generati dal rilascio delle Nebbie Terrigene su tutto il mondo ha dato inizio ad una nuova grande era per la sua gente. Un popolo che non avrà più bisogno di un re.
Le civiltà che avevano affrontato i Costruttori nello spazio tornano ai loro mondi per ricostruire, ma l'Universo ne esce rafforzato di nuove alleanze mai sperate prima. Persino i Giardinieri rimasti raggiungono un mondo senza vita ed uniscono i loro poteri per ricreare il miracolo dell'esistenza, com'è loro natura fare.
Gli Illuminati ritornano nel Wakanda, unici gravati da amare considerazioni. Tutto questo non fermerà le Incursioni e prima o poi dovranno fare nuove terribili scelte. Qui, nella necropoli, nascondono il corpo di Thanos e di Proxima Media Nox, sperando che almeno loro non costituiranno più una minaccia.

### Capitolo 16: Il Mondo Che Abbiamo
Pantera Nera viene sfiduciato dal suo intero popolo per il suo recente comportamento: ha occultato armi di distruzione di massa (le bombe di antimateria) nella necropoli del Wakanda, un luogo sacro, ed ha permesso a Namor, un uomo col quale in teoria è in guerra, di calcare quella terra sacra più e più volte. Privato del suo potere si ritrova ad essere solo un guardiano della terra dei morti.
Il Dottor Strange, esasperato dagli ultimi eventi e dal fatto che non si sia trovata risposta al mistero delle Incursioni, si chiude nel suo santuario ed invoca magie antiche e pericolose per cercare una soluzione, poteri che potrebbero distruggerlo.
L'ultima pessima notizia arriva da un colloquio di Mr. Fantastic, Bestia ed Iron Man con Cigno Nero, a proposito degli eventi degli ultimi giorni e dei Costruttori (apparentemente spariti). La ragazza racconta di come i Costruttori, nonostante la loro potenza, non siano le creature più potenti dell'Universo. Vi sono altre cose, più pericolose e terribili, che stanno arrivando per trarre vantaggio dalle Incursioni o cercare una violenta soluzione ad esse (nomina cose come i Mappatori, i Preti Neri ed altre cose misteriose). La guerra con Thanos e con i Costruttori a confronto sono scaramucce tra bambini. E nulla ha risolto il vero problema. Non esiste soluzione. Il meccanismo che porterà alla fine è già in moto e non lo si può fermare: tutto sta per morire.

## Tie-In

### Avengers Assemble
Quando la bomba viene fatta esplodere nell'atmosfera terrestre, una casalinga di nome Alice Taylor-Kezierski subisce la terrigenesi. Dopo essere uscita dal suo bozzolo, lei accidentalmente amplia il marito e assieme a due dei suoi vicini e alla sua casa si riduce al Microverse. Con l'aiuto di Wasp e Wonder Man che fanno parte degli Incredibili Avengers, Alice riesce a ingrandire la sua casa e i suoi vicini e a ridurre il marito che ritorna alle loro proporzioni originali.
Fearless Defenders
Ren Kimura è una ballerina giapponese-americana che ha subito la Terrigenesi e ha scoperto che lei può evocare nitidissimi nastri metallici dalle punta delle dita. Si unisce ai Fearless Defenders dopo essere stato salvato dalle forze di Thanos.

### Guardiani Della Galassia
Dopo aver lasciato Angela, i Guardiani ricevono un messaggio da Abigail Brand che chiede loro di aiutarla contro Astro Nero a liberare il Vertice, sede orbitale della S.W.O.R.D. Star-Lord e Rocket Raccoon entrano nella stazione spaziale e liberano Brand, ma sono messi alle strette dalle forze Badoon; vengono infine salvati da Angela. Con l'aiuto degli altri Guardiani, che riprendano il controllo delle armi offensive del Vertice, facilitano così l'assalto dei Vendicatori al loro ritorno sulla Terra.

### Infinity: Against The Tide
Sul pianeta Skrull Hy'lt Minor, i Costruttori arrivano brutalmente distruggendo ogni civiltà Skrull creata nel corso del tempo. Due migliori amici, un ragazzo di nome K'eel R'kt e una ragazza di nome Rhena tentano disperatamente di sopravvivere. Mentre essi lottano, vengono intercettati da un comandante Skrull che sta cercando di diventare l'unico sopravvissuto. Colpisce subito Rhena e presumibilmente la uccide. Mentre il caos cresce, Silver Surfer arriva e dice a K'eel e al resto dei Skrull che egli è qui per salvare il pianeta. Tuttavia, il comandante Skrull (credendo che Norrin Radd sia l'araldo di Galactus) inizia una rivolta. Fortunatamente, Rhena riprende conoscenza e Norrin respinge indietro alcune delle forze nemiche. Tuttavia, ben presto ritornano.

### Infinity: Heist
Alcuni Supercriminali, approfittando dell'assenza della maggior parte dei supereroi sulla Terra, decidono di fare un colpo alle Stark Tower.

### Infinity: The Hunt
Poco prima dell'invasione da parte di Thanos della Terra, Henry Pym e alcune altre persone creano la "Contesa dei Campioni" (il nome è stato scelto da una lunga lista di nomi), che è quello di servire come un torneo tra i supereroi adolescenti delle diverse scuole. Il torneo si terrà presso il Compound Vendicatori a Palo Alto, in California. I vari concorrenti sono stati selezionati dall'Accademia Avengers (rappresentata da Henry Pym), l'Accademia Braddock (rappresentata da Meggan), la Fondazione Futuro (rappresentata da She-Hulk), la Jean Grey School for Higher Learning (rappresentata da Wolverine), la Scuola panasiatica per gli insolitamente dotati, e la Scuola Latveriana di Scienze. Mentre si sta svolgendo il torneo, viene mostrata una trasmissione di notizie che fa vedere la distruzione di Atlantide causata dalle forze di Thanos.

### Mighty Avengers
Luke Cage forma una nuova versione dei Mighty Avengers per rispondere all'attacco dell'Ordine Nero di Thanos.
Nova
Dopo che lo skatepark fu ricostruito in seguito che lui lo aveva accidentalmente distrutto durante la sua carriera di supereroe, Sam incontra la sua cotta, Carrie. Sam viene colto di sorpresa quando lei gli dice che sapeva già che lui era Nova. Poi vola via in una tale fretta che fa lo stupido errore di rimuovere accidentalmente il suo casco in volo e cade direttamente dal cielo. Quando si sveglia dal coma minore che aveva sofferto, trova i membri dei New Warriors Justice e Speedball che cercano di convincerlo ad unirsi a loro. Inizialmente rifiuta fino a quando viene a sapere che erano buoni amici di Richard Rider. Nova accetta per scoprire cosa sanno dei Nova Corps e Force.

### Secret Avengers
La specialista di computer dello S.H.I.E.L.D. Sarah Garza è stato una tra gli Inumani recentemente emersi dopo che Freccia Nera scatenò la Bomba Terrigena sulla Terra. Poco dopo emerge da un bozzolo, i suoi poteri instabili creano un'esplosione che ha decimano il suo intero complesso di appartamenti. Viene trattenuta dallo S.H.I.E.L.D. e Maria Hill dopo aver scoperto che lei era uno di loro, si rende conto che Garza potrebbe essere una risorsa potenziale contro le forze di Thanos. Anche se mancava l'esperienza, Maria Hill la fa stare con Iron Patriot e le da una corazza per controllare i suoi poteri. Lei e Iron Patriot arrivano a Brooklyn come rinforzi per aiutare Nick Fury, Jr. e Phil Coulson a combattere le forze d'invasione. Sarah ha creato una potente esplosione che, insieme con il supporto dei Droni Iron Patriot, annienta gli alieni. Durante la scansione, gli eroi furono attaccati da un nemico sconosciuto con apparenti poteri telecinetici che accusavano Sarah Garza per quello che è successo al complesso di appartamenti. Quando lo sforzo di usare i suoi poteri ha causato lo svenimento del nemico sconosciuto, i Vendicatori hanno proceduto a trovarle rifugio. Poiché il segnale di comunicazione non è più inceppato, lo S.H.I.E.L.D. riesce ad ottenere il profilo del cattivo. Viene rivelato che il Junkman di Brooklyn era un uomo chiamato Gavrel Achter, che era uno degli Inumani recentemente emersi. Quando Nick Fury Jr. ha cercato di parlare con lui, questi ha gettato un'auto contro la squadra, apparentemente schiacciando Sarah Garza. Lei però esce dai detriti e attacca Junkman. Quando stava per ucciderlo, Garza si fermò rendendosi conto che non poteva diventare un'assassina. Prima che potesse reagire, Nick Fury Jr. mira al Junkman di Brooklyn e lo uccide. Rattristata, Sarah pianse la morte del Junkman di Brooklyn. Torna al velivolo dello S.H.I.E.L.D, Sarah Garza ha espresso con Maria Hill il desiderio di tornare a Ops Tech. Sarah Garza viene confinata in una cella fino a quando i suoi poteri non si saranno stabilizzati.

### Superior Spider-Man Team Up
Sylvia Prell è una studente che è una dei discendenti degli Inumani. Lei è esposta al Nebbia Terrigena dopo che è stata scatenata sulla Terra da Freccia Nera. La manifestazione dei suoi poteri elettrici catturano l'attenzione di Superior Spider-Man. Migliorando i suoi poteri e diventando Fulmina, aiuta Superior Spider-Man a sconfiggere un esercito straniero che lavorava per Thanos.

### Thunderbolts
Gordon "Gordo" Nobili è il patriarca di una famiglia del Maggia ed è il padre di Carmen e Giuseppe Nobili. I Nobili sono stati in lotta con varie famiglie rivali tra cui la famiglia Paguro. Quando ha subito la Terrigenesi mentre stava cercando di eludere i Thunderbolts, si ritrova con la pelle viola, diversi spuntoni enormi sulla testa, super-forza e la capacità di comunicare con i suoi antenati defunti. Subito dopo la schiusa, Gordon, Carmen (che ha ereditato una forza sovrumana), e Giuseppe Nobili (che ha guadagnato elasticità e dita simili a viticci) vanno a combattere la famiglia Paguro. Durante la lotta i Thunderbolts interferiscono; Gordon perde Carmen (in un conflitto a fuoco) e Giuseppe (che si suicida dopo aver visto quello che era diventato) e giura vendetta verso la persona che pensa sia responsabile di tutto, Punisher.